# 南昌宏
南 昌宏（みなみ まさひろ、1965年（昭和40年）6月6日 - ）は、日本の実業家。りそなホールディングス取締役兼代表執行役社長兼グループCEO、りそな銀行取締役。

## 人物・経歴
和歌山県出身。和歌山県立海南高等学校を経て、1989年関西学院大学商学部卒業、埼玉銀行入行。
2009年りそなホールディングスグループ戦略部グループリーダー。
2013年りそなホールディングスグループ戦略部長、りそな銀行経営管理部長。
2017年りそなホールディングス執行役オムニチャネル戦略部担当兼グループ戦略部長、りそな銀行執行役員オムニチャネル戦略部担当兼経営管理部長。
2018年りそなホールディングス執行役オムニチャネル戦略部担当、りそな銀行執行役員営業サポート統括部担当兼オムニチャネル戦略部担当。
2019年りそなホールディングス取締役兼執行役オムニチャネル戦略部担当兼コーポレートガバナンス事務局副担当、りそな銀行執行役員営業サポート統括部担当兼オムニチャネル戦略部担当兼コーポレートガバナンス事務局副担当。
2020年りそなホールディングス取締役兼代表執行役社長事業開発・デジタルトランスフォーメーション担当統括、りそな銀行取締役。
2023年りそなホールディングス取締役兼代表執行役社長兼グループCEO